# Hello Katy Tour
Hello Katy Tour és la primera gira de concerts de la cantant estatunidenca Katy Perry per promoure el seu àlbum debut One of the boys. La gira va visitar Amèrica del Nord, Europa, Àsia i Austràlia.

## Antecedents
Després de finalitzar el Warped Tour de 2008, Perry va anunciar la gira el novembre de 2008,després del MTV Europe Music Awards 2008.
En una entrevista amb Billboard, Perry digué,
"Tinc la persona que crea les etapes de Madonna treballant en aquesta gira, jo tinc la meva obsessió a les fruites i gats ia dissenyar tots vestits diferents"

## Actes d'obertura
- The Daylights (Estats Units)
- Sliimy (Regne Unit)
- Bedük (Istanbul)
- 3OH! 3 (només en algunes dates a Europa)

## Llista de cançons
1. "Fingerprints"
2. "One of the Boys"
3. "Hot n Cold"
4. "Self Inflicted"
5. "Use Your Love"
6. "Waking Up in Vegas"
7. "Lost"
8. "Thinking of You"
9. "Mannequin"
10. "Ur So Gay"
11. "I'm Still Breathing"
12. "I Think I'm Ready"
13. "If You Can Afford Me"

- Encore

1. "Don't Stop Me Now"
2. "I Kissed a Girl"

Font: